# Hajnal (diáklap)
A Hajnal (1972–1985) a kolozsvári 11-es számú Líceum (1978-tól 3-as számú Matematika–Fizika Líceum, jelenleg Báthory István Elméleti Líceum) évente megjelenő diáklapja volt.
Új folyamának kilenc száma jelent meg (1972, 1974–1980 és 1985), és az egykori Római Katolikus Főgimnázium 1863 és 1901 között hetenként összeállított hasonló című kéziratos önképzőköri lapjának hagyományait folytatta. Főszerkesztője Palkó Attila történelemtanár, grafikai szerkesztője Zsoldos Álmos rajztanár volt.
Az 1972 júniusában megjelent 1. számban Gaal György szervező-szerkesztő ismertette a régi Hajnal történetét.
Az új Hajnal hasábjain jelentkezett első írásaival Beke Mihály András, Egyed Péter, Keszthelyi András. Néhány cikk az intézet nagy tanítványainak (Apor Péter, George Bariț, Avram Iancu, Jósika Miklós, Kemény József, Mikes Kelemen, Ion Molnar Piuariu, Pázmány Péter, Petelei István, Teleki Sándor) emlékét idézte. Több beszámolót közöltek a Palkó Attila vezette bácsi-toroki, tordaszentlászlói, majd létai régészeti táborok életéről. Az intézet reál profiljának megfelelő matematikai–fizikai cikkek mellett a diákok szépirodalmi próbálkozásai, az iskolai élet eseményei (kultúrverseny, diákszínjátszás, tantárgyolimpia, pionírtevékenység) s a képzőművészet, zene terén elért eredmények, valamint a fiatalok sportteljesítményei is helyet kaptak. A diákok rendszeresen bemutatták szülőfalujukat.
Az 1979-es és 1980-as (a folyamatos megjelenés során utolsó) két szám az iskola alapításának 400. évfordulójára összeállított emlékkönyv. Kányádi Sándor és Kiss Jenő ünnepi verseit, Huszár Sándor üdvözlőbeszédét közölte iskolatörténeti írások, adattárak kíséretében.

## További irodalom
- Kórody Elek: Egy megújult diáklapról. Igazság 1974. július 12.
- Bágyoni Szabó István: Diáklapszemle helyett. Utunk 1975/30.
- Bernád Ágoston: Hagyományápolás távlatokkal. A Hét 1979/29.